# 臺灣海螄螺
臺灣海螄螺（学名：Epitonium taiwanica）为海螄螺科海螄螺屬下的一个种。